# Miloš Bojović (basket-ball)
Pour les articles homonymes, voir Miloš Bojović (basket-ball, 1981) et Bojović.
Miloš Bojović (en serbe : Милош Бојовић), est un ancien joueur yougoslave de basket-ball.

## Palmarès
- 3e du championnat d'Europe 1963
- Finaliste du championnat d'Europe 1965